# 1983–1984-es bajnokcsapatok Európa-kupája
A bajnokcsapatok Európa-kupája 29. szezonja. A győztes immár negyedszer a Liverpool lett. Ez volt az első finálé, amelyben tizenegyespárbajban dőlt el a mérkőzés. Az ezüstérmes Roma hazai környezetben várta a találkozót, végül mégsem tudták elhódítani a serleget.

## Eredmények

### 1. forduló
| 1. csapat       | Össz. | 2. csapat        | 1. mérk. | 2. mérk. |
| --------------- | ----- | ---------------- | -------- | -------- |
| Odense          | 0–6   | Liverpool        | 0–1      | 0–5      |
| Lech Poznań     | 2–4   | Athletic Club    | 2–0      | 0–4      |
| Ajax            | 0–2   | Olimbiakósz      | 0–0      | 0–2      |
| SL Benfica      | 6–2   | Linfield         | 3–0      | 3–2      |
| Rába ETO        | 4–1   | Víkingur         | 2–1      | 2–0      |
| Dinamo Minszk   | 3–2   | Grasshopper-Club | 1–0      | 2–2      |
| Kuusysi         | 0–4   | Dinamo Bucureşti | 0–1      | 0–3      |
| Fenerbahçe      | 0–5   | Bohemians Praha  | 0–1      | 0–4      |
| Rapid Wien      | 4–3   | FC Nantes        | 3–0      | 1–3      |
| Athlone Town    | 4–11  | Standard Liège   | 2–3      | 2–8      |
| Ħamrun Spartans | 0–6   | Dundee United    | 0–3      | 0–3      |
| CSZKA Szófia    | 4–41  | Omonia           | 3–0      | 1–4      |
| AS Roma         | 4–2   | IFK Göteborg     | 3–0      | 1–2      |
| Dynamo Berlin   | 6–1   | Jeunesse Esch    | 4–1      | 2–0      |
| Partizan        | 5–1   | Viking           | 5–1      | 0–0      |

1 A CSZKA Szófia csapata jutott tovább, idegenben lőtt góllal.
- Az albán Vllaznia nem állt ki a mérkőzésre így a német Hamburg léphetett tovább a következő körbe.

### 2. forduló (Nyolcaddöntő)
| 1. csapat        | Össz. | 2. csapat     | 1. mérk. | 2. mérk. |
| ---------------- | ----- | ------------- | -------- | -------- |
| Liverpool        | 1–0   | Athletic Club | 0–0      | 1–0      |
| Olimbiakósz      | 1–3   | SL Benfica    | 1–0      | 0–3      |
| Rába ETO         | 4–9   | Dinamo Minszk | 3–6      | 1–3      |
| Dinamo Bucureşti | 5–3   | Hamburg       | 3–0      | 2–3      |
| Bohemians Praha  | 2–21  | Rapid Wien    | 2–1      | 0–1      |
| Standard Liège   | 0–4   | Dundee United | 0–0      | 0–4      |
| CSZKA Szófia     | 0–2   | AS Roma       | 0–1      | 0–1      |
| Dynamo Berlin    | 2–1   | Partizan      | 2–0      | 0–1      |

1 A Rapid Wien csapata jutott tovább, idegenben lőtt góllal.

### Negyeddöntő
| 1. csapat     | Össz. | 2. csapat        | 1. mérk. | 2. mérk. |
| ------------- | ----- | ---------------- | -------- | -------- |
| Liverpool     | 5–1   | SL Benfica       | 1–0      | 4–1      |
| Dinamo Minszk | 1–2   | Dinamo Bucureşti | 1–1      | 0–1      |
| Rapid Wien    | 2–21  | Dundee United    | 2–1      | 0–1      |
| AS Roma       | 4–2   | Dynamo Berlin    | 3–0      | 1–2      |

1 A Dundee United csapata jutott tovább, idegenben lőtt góllal.

### Elődöntő
| 1. csapat     | Össz. | 2. csapat        | 1. mérk. | 2. mérk. |
| ------------- | ----- | ---------------- | -------- | -------- |
| Liverpool     | 3–1   | Dinamo Bucureşti | 1–0      | 2–1      |
| Dundee United | 2–3   | AS Roma          | 2–0      | 0–3      |

### Döntő
| 1984. május 30. | Liverpool | 1 – 1   | AS Roma    | Stadio Olimpico, Róma Nézőszám: 69,693 Játékvezető: Fredriksson (Svédország) |
| 1984. május 30. | Neal 13'  | (1 – 1) | 42' Pruzzo | Stadio Olimpico, Róma Nézőszám: 69,693 Játékvezető: Fredriksson (Svédország) |

|                                 |       | 11-esekkel                            |  |
| Nicol Neal Souness Rush Kennedy | 4 – 2 | Di Bartolomei Conti Righetti Graziani |  |

| Az 1983–84-es bajnokcsapatok Európa-kupájának győztese |
| Liverpool 4. cím                                       |
| ← 1982–83 Hamburg                                      |
| Juventus 1984–85 →                                     |